# Jacky Gallois
Jacky Gallois est un animateur de radio, né le 4 octobre 1958 à Choisy-au-Bac dans l'Oise.

## Biographie
Sa vocation radiophonique se révèle dès l'adolescence à l'écoute de Yann Hegann et Jean-Loup Lafont sur Europe 1.
Il participe à la création de NRJ en 1981 mais, en 1983, il fait sa première entrée à Europe 1 pour animer « Les nuits funky » du week-end. Jusqu'en juillet 1983, il animera le TOP 50 sur NRJ en parallèle avec son émission sur Europe 1.
Depuis 1986, son attachement à Europe 1 ne se dément pas : il sera tour à tour réalisateur (auprès de Stéphane Collaro pour Coco-dingo en 1986 de 11 h à 12 h 30), meneur de jeu (avec Jean Roucas pour Les roucasseries du week-end en 1990 ou Chez Jeannot en 1995) ou animateur (notamment des tranches matinales en semaine ou le week-end).
Après Robert Willar et Harold Kay, il devient un des rares hommes meneurs de jeu de la station.
D'ailleurs, le 21 décembre 2008, à l'initiative d'Alexandre Bompard, il anime avec Laurent Cabrol une émission spéciale consacrée à Robert Willar.
En 1996, à l'arrivée de Jérôme Bellay (ex- France-Info), qui, pour tenter de relever l'audience en déclin, abandonne le format généraliste et impose un format « Tout info », il reste avec Julie l'un des rares meneurs de jeu maintenus à l'antenne, puis acquiert le statut d'animateur à part entière : Le multiplex foot (2000 à 2005), Le tout-info du dimanche soir (2004 à 2008) ou les matinales du week-end (2005 à 2009).
Depuis 1996, il travaille parallèlement au sein de la Direction du Studio école de France. Cet établissement qui forme les futurs professionnels de la radio est installé à Issy-les-Moulineaux et est dirigé par Sylviano Marchione.
Il quitte l'antenne d'Europe 1 le 9 août 2009 pour devenir conseiller de programmes : il a sous sa responsabilité les meneur(se)s de jeu, est chargé de la veille éditoriale de la concurrence, et de la mise en liaison des évènements et partenariats entre l'antenne et le Club des auditeurs. Néanmoins, il anime « 100 % Europe 1 » avec Muriel Barrel, le dimanche de 14 h à 15 h, émission qui revient à la fois sur l'histoire de la chaîne et constitue une sorte de rétrospective des programmes de la semaine écoulée.
À la rentrée 2009, l'équipe des meneuses de jeu est composée de : Julie et Julia Martin en semaine, Sophie Bria (ancienne élève du Studio Ecole de France) et Muriel Barrel le week-end. À noter que le dimanche 9 juillet 2011, Jacky a exceptionnellement été Meneur de Jeu de 9 h à 12 h, pour cause de l'indisponibilité des remplaçantes.
À partir de septembre 2011, il anime 100 % Europe 1 désormais le dimanche de 15 h à 16 h.
En octobre 2011, il anime à l'antenne Europe-stop, reprise du jeu phare de la station dans les années 1970, qui consiste à être reconnu comme le Monsieur Europe 1 dans les 15 grandes villes traversées.
À l'été 2013, il présente la pré-matinale (5 h - 6 h 30) d'Europe 1 Matin.
Pendant une partie de l'été 2014 il présente la pré-matinale de 5 h à 6 h.
Après 33 années passées au sein de la station, il quitte Europe 1 fin juin 2016 pour se consacrer pleinement à ses activités de directeur des études au Studio École de France.
En juin 2022, Jacky Gallois quitte ses fonctions de directeur des études du Studio École de France mais reste intervenant au sein de l'établissement pour la section animation durant la saison 2022/2023.

## Réalisation
- 1986 Tous les bateaux, tous les oiseaux avec Julie (10 h 30 - 11 h 30)
- 1986 Coco-dingo avec Stéphane Collaro et Françoise Rivière (11 h - 12 h 30)

## Animation
- 1987 : Top et Top 50 avec Alain Maneval et Julie (lundi au vendredi : 16 h 30 - 18 h)
- 1987 - 1993 : Les petits matins d'Europe 1 (lundi au vendredi : 5 h - 7 h)
- 1990 - 1993 : Les roucasseries du week-end (samedi 11 h - 12 h 30)
- 1995 - 1996 : Chez Jeannot avec Jean Roucas (lundi au vendredi : 15 h 30 - 16 h 30)
- 1996 - 1997 : Tranche Samedi 18 h - 19 h dont Tiercé n°1 avec José Coves (18 h 30)
- 1997 - 2007 : Tiercé n°1 avec José Coves (samedi 19 h 15 - 19 h 30)
- 1997 - 2000 : Bleu nuit réalisé par Tony Morais, Christophe Pierrot et Fabrice Lafitte (samedi : 23 h - 1 h)
- 2000 - 2005 : Le multiplex foot (samedi 19 h 30 - 22 h 30)
- 2004 - 2008 : Le tout info, tout sport (dimanche 19 h 30 - 23 h 30)
- 2005 - 2008 : Samedi et dimanche 6 h - 9 h
- 2008 - 2009 : Europe 1 Week-end (samedi et dimanche 6 h - 9 h) avec Kady Adoum Douass, Pierre de Vilno et Christophe Charles.
- 2009 - 2010 : 100 % Europe 1 (Dimanche 14 h - 15 h)
- 2011 : Europe Stop (joker de Stéphane Gabarre)
- 2011-2015 : 100 % Europe 1 (Dimanche 15 h - 16 h)